# Афонин, Александр Егорович
Александр Егорович Афонин  — советский хозяйственный и государственный деятель, лауреат Государственной премии СССР за выдающиеся достижения в труде.

## Биография
Родился в 1940 году в Свердловской области. Член КПСС.
В 1965—1989 — кузнец-штамповщик производственного объединения «Государственный подшипниковый завод-1» в городе Москве
За выдающиеся достижения в машиностроительном производстве на основе повышения эффективности использования производственных мощностей был в составе коллектива удостоен Государственной премии СССР за выдающиеся достижения в труде 1979 года.
Делегат XXVII съезда КПСС.
Жил в Москве.

## Награды
- Орден Ленина (16.01.1981)
- Орден Октябрьской Революции (10.06.1986)
- Орден Трудового Красного Знамени